# Bình hoa anh túc đỏ
Bình hoa anh túc đỏ (tiếng Anh: Vase with Red Poppies) là tác phẩm tranh sơn dầu của họa sĩ Vincent van Gogh, vẽ tại  Paris năm 1886.

## Tĩnh vật hoa
Vẽ hoa là chủ đề trong số nhiều tác phẩm của Van Gogh ở Paris, đây là một trong số những đối tượng mà ông thích vẽ. Ông khuyên em gái của mình là bà Wil trồng một vườn cây cho mình để có thêm những niềm vui trong cuộc sống. Sau khi rời Paris và định cư ở Arles, Van Gogh tiếp tục vẽ loạt tranh hoa hướng dương từ năm 1888 đến năm 1889, trở thành một trong những bộ tranh nổi tiếng nhất của ông sau này.